# Einbeere

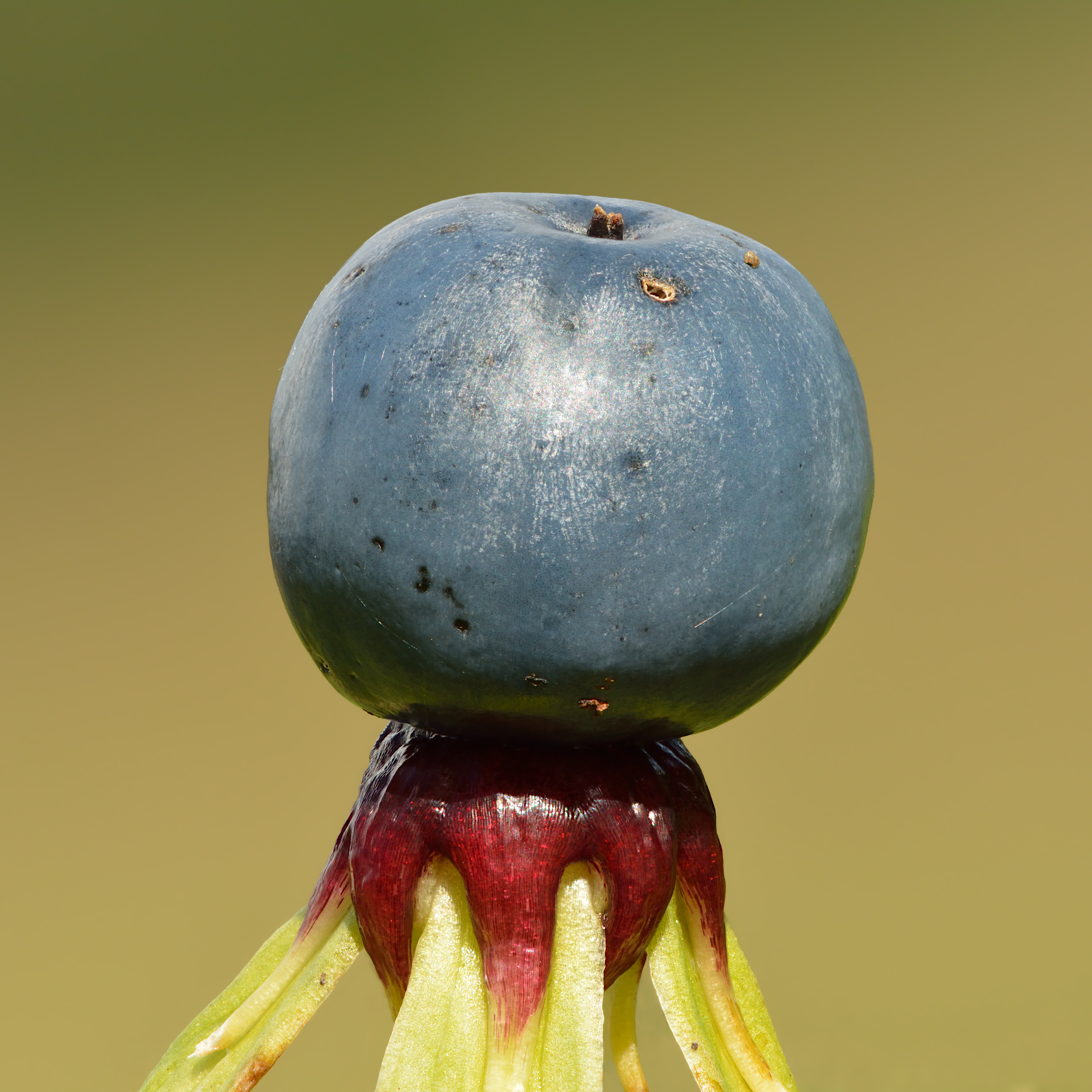
Frucht

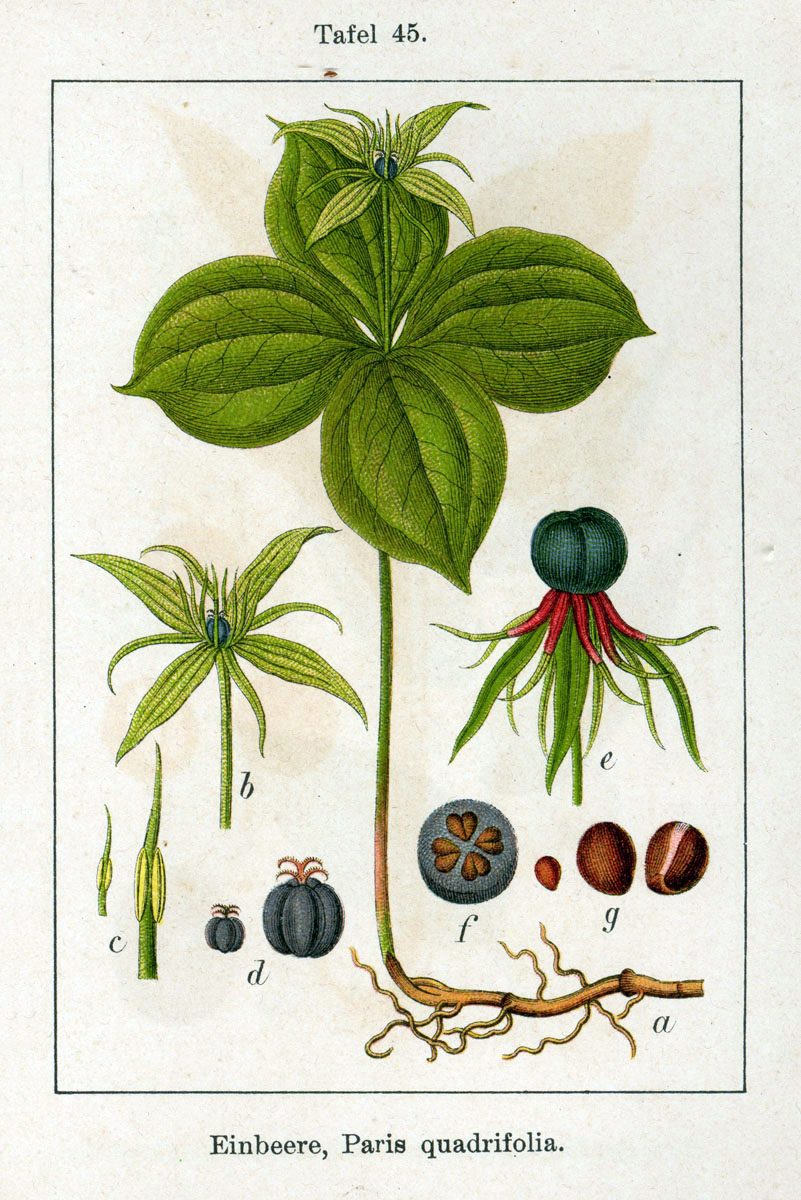
Illustration

Die Vierblättrige Einbeere (Paris quadrifolia), kurz Einbeere, ist eine Pflanzenart aus der Gattung der Einbeeren (Paris) innerhalb der Familie der Germergewächse (Melanthiaceae). Sie ist giftig. Die Vierblättrige Einbeere wurde von der Loki Schmidt Stiftung zur Blume des Jahres 2022 gewählt.

## Trivialnamen
Weitere Trivialnamen sind: Augenkraut, Blatternblatt, Fuchsauge, Fuchstrauben, Krähenauge, Kreuzkraut, Sauauge, Schlangenbeere, Schwarzblattlkraut, Sternkraut, Teufelsauge, Teufelsbeere, Wolfsbeere.

## Beschreibung

### Vegetative Merkmale
Die Einbeere ist eine ausdauernde krautige Pflanze, die Wuchshöhen von 10 bis 30 Zentimetern erreicht. Das monopodiale (mit durchgehender Hauptachse) Rhizom dieses Geophyten verläuft waagrecht bzw. kriechend. Die Rhizome können bis zu 14 Jahre alt werden. Aus Knospen in den Achseln von Niederblättern werden an der Rhizom-Oberseite Laubsprosse ausgebildet, die nach dem Fruchten absterben. An einem Stängel stehen in einem Quirl vier Blätter, selten fünf. Die Laubblätter sind einfach und ganzrandig.

### Generative Merkmale
Die Blütezeit reicht von Mai bis Juni. An jedem Stängel wird nur eine endständige Blüte gebildet.
Die zwittrige, radiärsymmetrische Blüte ist grün und vierzählig. Es ist ein sogenanntes heterotepales Perigon vorhanden, die Tepalen sind also unterschiedlich ausgebildet. Die inneren Blütenhüllblätter sind fadenförmig, die äußeren sind deutlich breiter und 2 bis 3 Zentimeter lang. Es sind acht Staubblätter vorhanden. Vier Fruchtblätter sind zu einem oberständigen Fruchtknoten verwachsen und es sind vier langlebige Narben vorhanden.
Die Früchte sind vierfächrige, vielsamige, blauschwarze, heidelbeerähnliche, aber saftlose Beeren ohne Wohlgeschmack, die einzeln stehen und einen Durchmesser von bis zu 1 Zentimeter erreichen. Die Fruchtreife tritt im Juli bis September ein.
Die Chromosomenzahl beträgt 2n = 20.

## Ökologie
Blütenökologisch handelt es sich um geruchlose, vorweibliche „Pollen-Scheibenblumen“. Die Schauwirkung geht vermutlich eher von den Staubblättern und den glänzend-schwarzvioletten Fruchtknoten aus. Angeblich liegt eine „Fliegentäuschblume“ vor, denn der Fruchtknoten soll Fleisch vortäuschen. Die kaum klebrigen, länglichen Pollenkörner werden zum Teil auch durch den Wind ausgebreitet (Anemochorie).
Es liegt Verdauungsausbreitung vor.

## Vorkommen
Das Verbreitungsgebiet von Paris quadrifolia reicht von Europa bis zur Mongolei.
Man findet die Einbeere ziemlich häufig in krautreichen Eichen- und Buchenwäldern, in Auen- oder Nadelmischwäldern. Sie bevorzugt feuchte, nährstoffreiche, humose Böden und zeigt Grundwasser und Sickerwasser an. Sie wächst oft in klonalen Gruppen.
Nach Ellenberg ist sie eine Schattenpflanze mit subozeanischem Verbreitungsgebiet, ein Schwachsäure- bis Schwachbasezeiger, stickstoffreiche Standorte anzeigend und eine Ordnungscharakterart der Edellaub-Mischwälder und verwandter Gesellschaften (Fagetalia sylvaticae).
In den Allgäuer Alpen steigt sie im Tiroler Teil zwischen Elbigenalp und der Hermann-von-Barth-Hütte bis zu 1820 m über Meereshöhe auf.
In Österreich ist sie häufig bis zerstreut in allen Bundesländern.

## Taxonomie
Die Erstveröffentlichung von Paris quadrifolia erfolgte durch Carl von Linné. Das Artepithon quadrifolia leitet sich aus dem Lateinischen ab und bedeutet „vierblättrig“, da die Blattanzahl meist vier beträgt. Himpel benannte diese Art Paris quadrifolius. Die Herkunft des Gattungsnamens Paris ist nicht geklärt. Der Name ist allerdings alt. Schon Leonhart Fuchs (1501–1566) kannte die Vierblättrige Einbeere unter dem Namen Herba Paris.
Das nordamerikanische Gegenstück und Schwestergattung zu Paris ist Trillium.

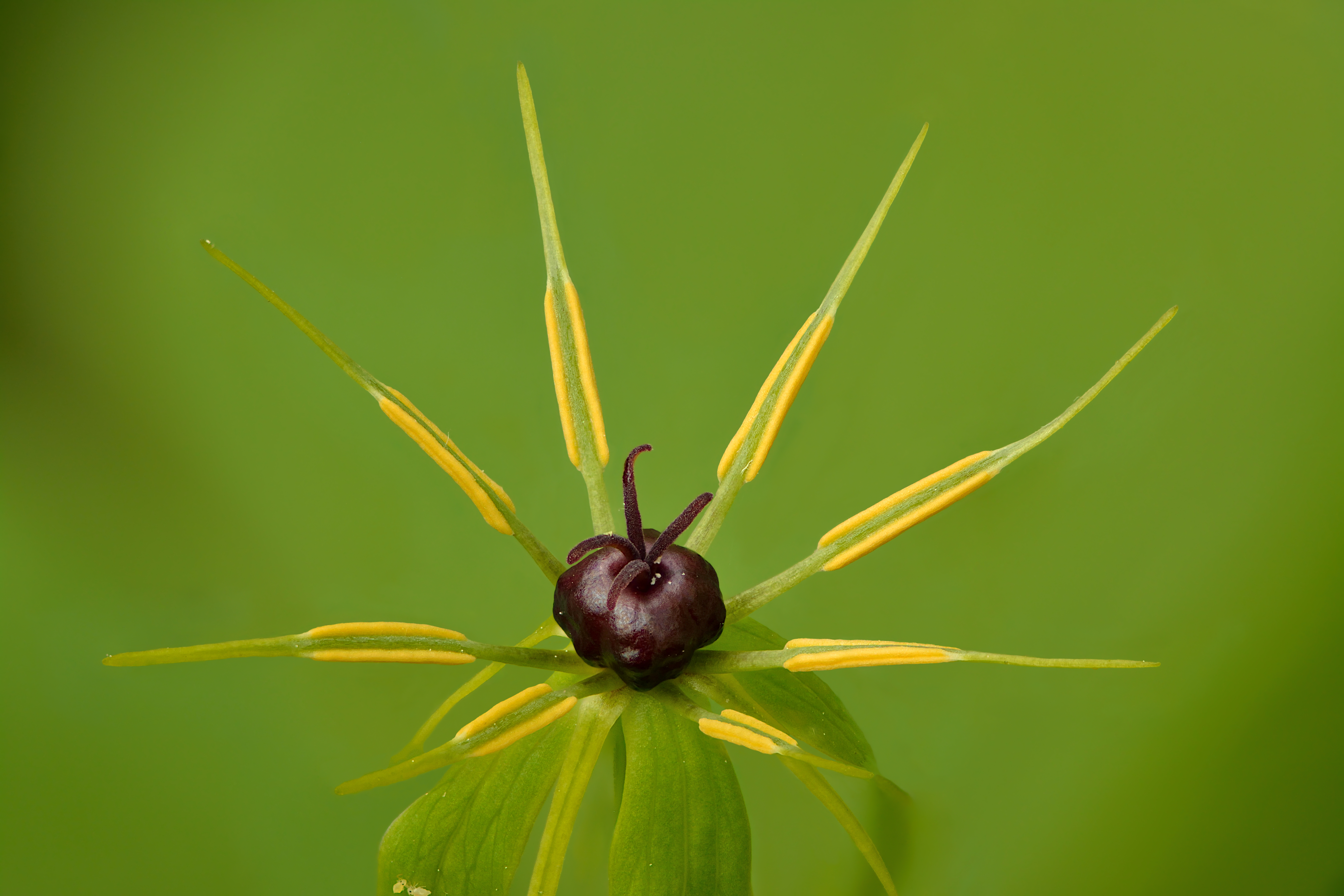
Blüte
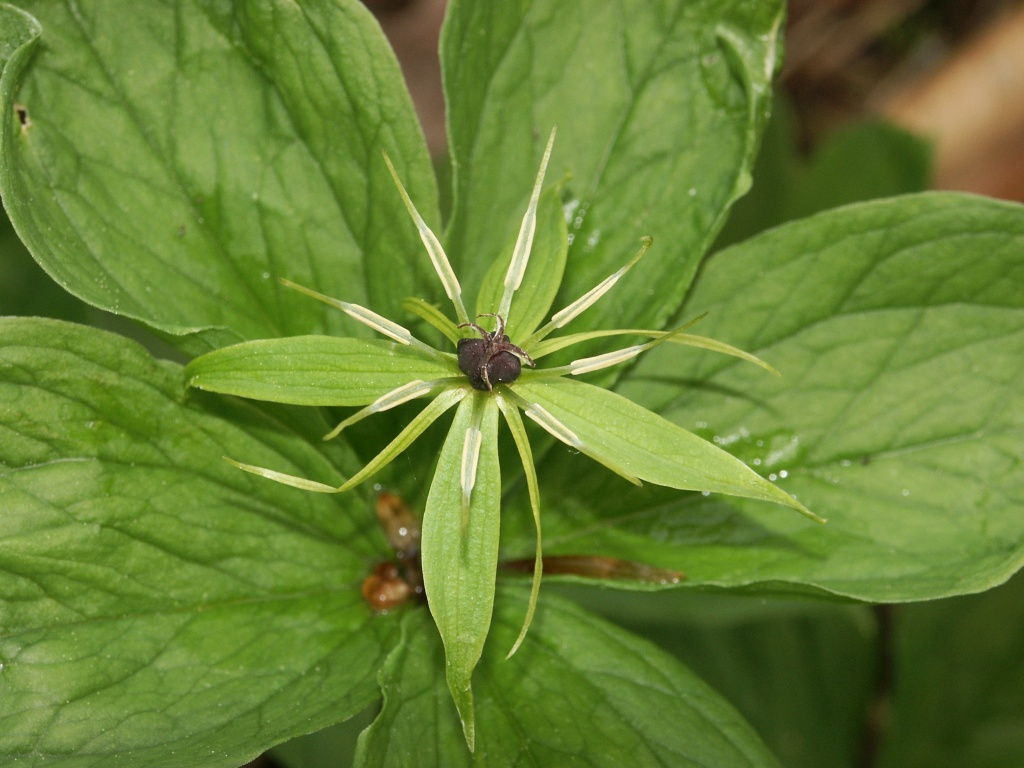
Vierzählige Blüte bei fünfzähligem Laubblattquirl
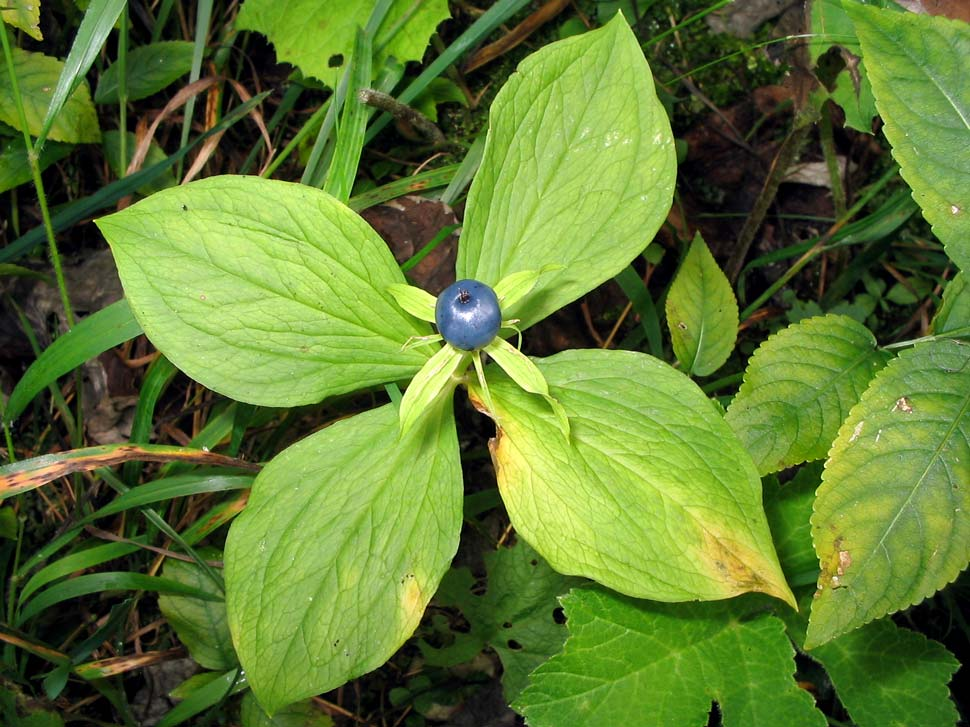
Frucht von oben
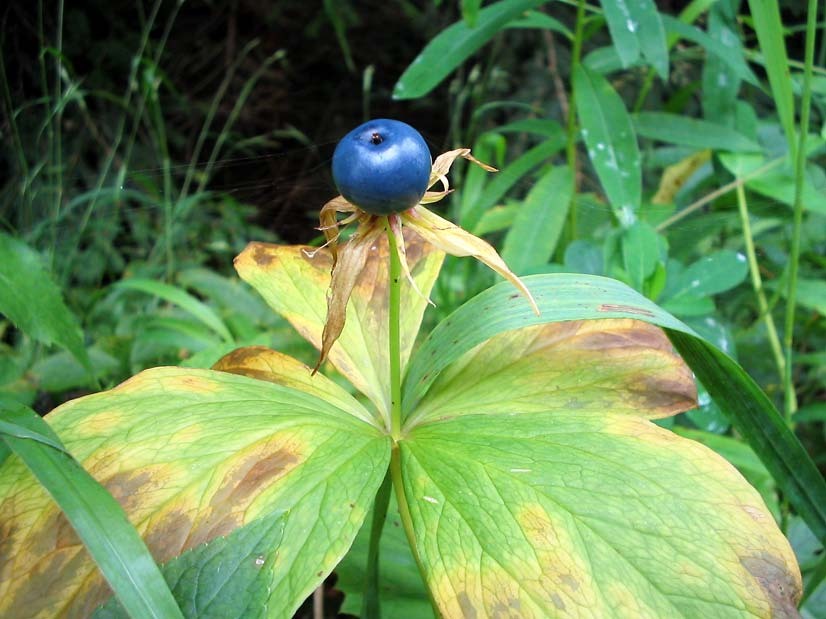
Frucht von der Seite, Pflanze bereits „einziehend“
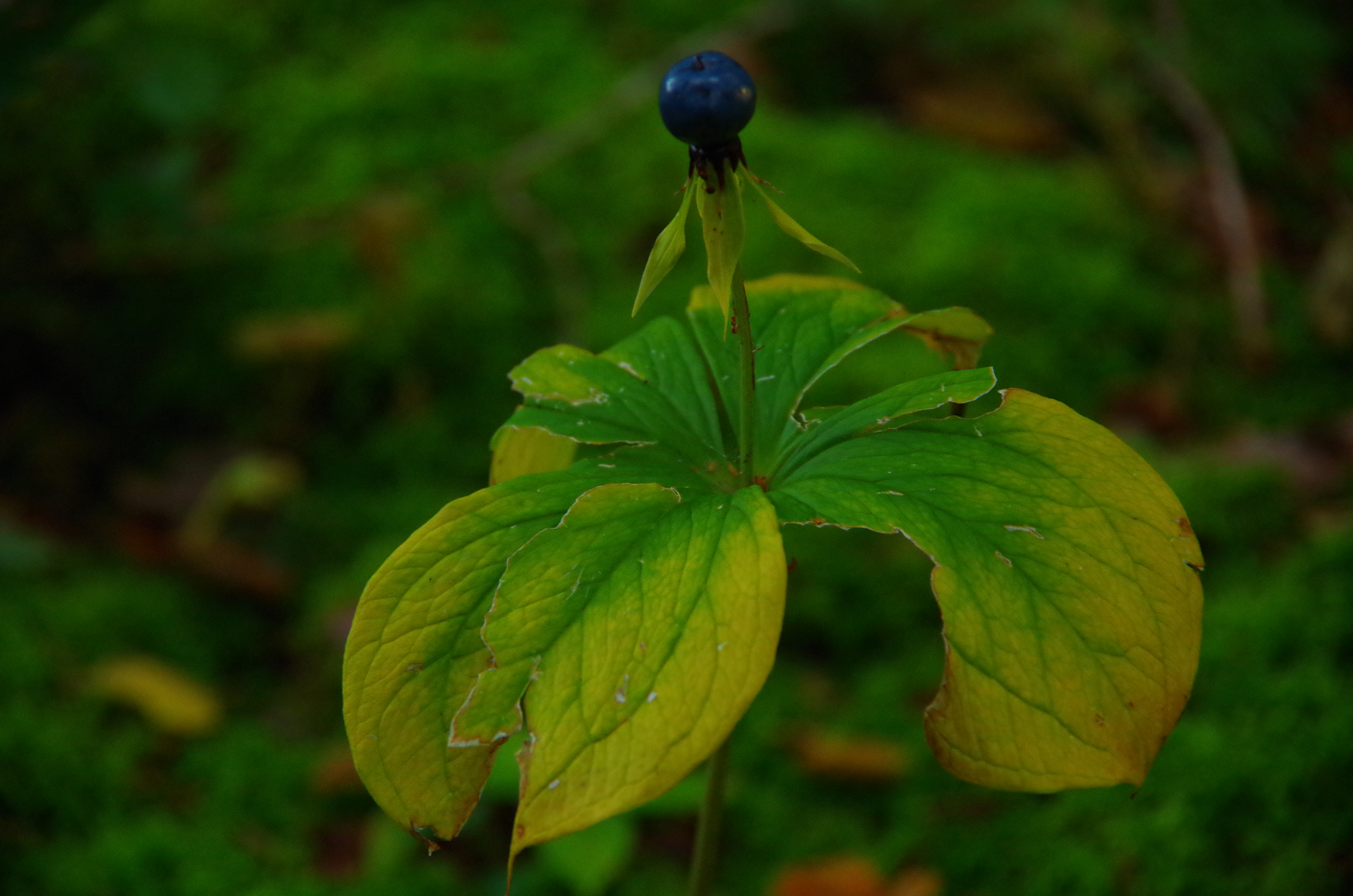
Pflanze mit Frucht
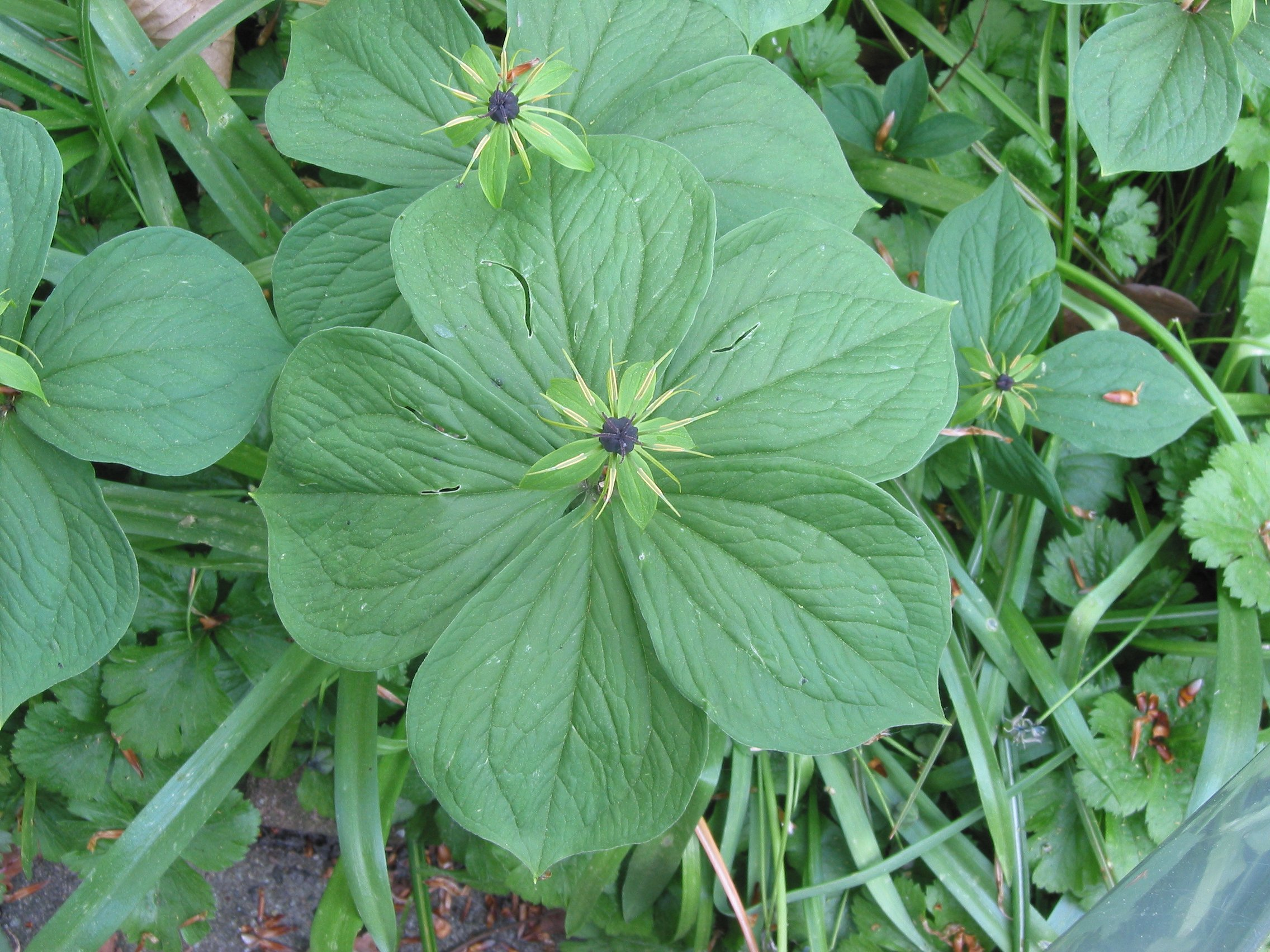
Auch in der Blüte fünfblättriges Exemplar, als Ausnahme
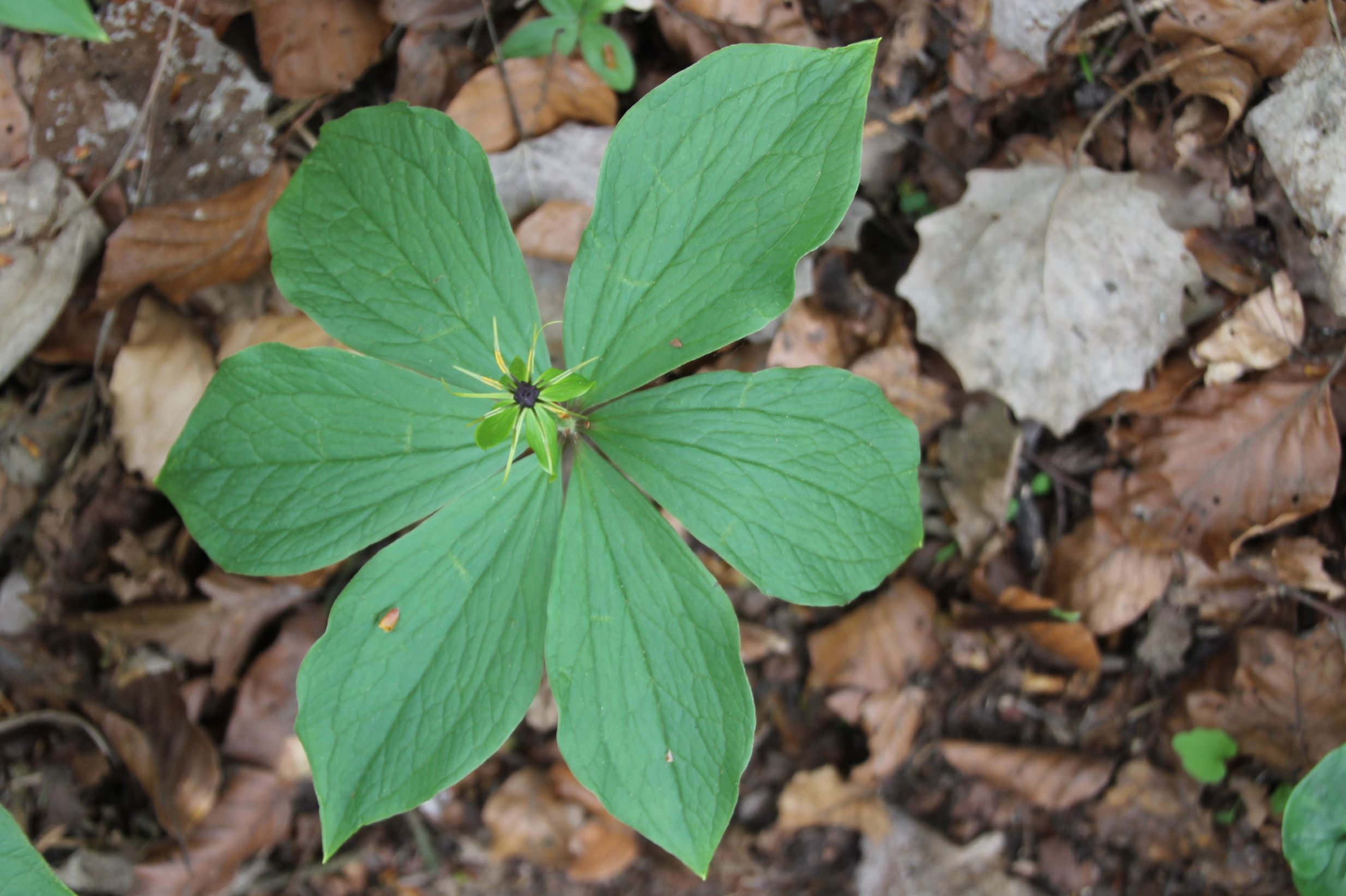
Sechsblättriges Exemplar, sehr selten

## Inhaltsstoffe und Giftigkeit
Alle Pflanzenteile sind giftig, besonders die Beeren, durch Saponine (Steroidsaponine) und die Glykoside Paridin, Paristyphnin und Pennogenin. Die Pharmakologen Georg Friedrich Walz und Friedrich Wilhelm Hermann Delffs veröffentlichten von 1841 bis 1860 die Ergebnisse ihrer Analysen der Inhaltsstoffe der Einbeerpflanze.
Das Ausmaß der Giftigkeit der Einbeerpflanze ist umstritten. Aus dem 16. Jahrhundert berichten Conrad Gessner und Joachim Camerarius der Jüngere, dass auch größere Gaben der Einbeersamen nicht tödlich seien. Nach A. van Hasselt (1862) wurden die Beeren „von Kindern wiederholt aus Unkenntnis auch in größeren Mengen gegessen, zuweilen mit bedenklichen, doch so viel bekannt nie mit tödlichen Folgen.“
Der Pharmakologe Otto Gessner (1931) begründete die relativ geringe Giftigkeit der Einbeer-Saponine mit ihrer geringen Resorbierbarkeit bei innerlicher Zufuhr. Der Genuss mehrerer Beeren kann zu Brechreiz, Magenkrämpfen, Durchfall, Kopfschmerz, Schwindel, und starker Miosis führen. Paristyphnin ruft resorptiv Miosis hervor und kann zur tödlichen Atemlähmung führen. Für Krebse, Insekten und Fische sind die Einbeerensaponine sehr giftig, am Hund erzeugen sie Lähmungserscheinungen.

## Geschichte

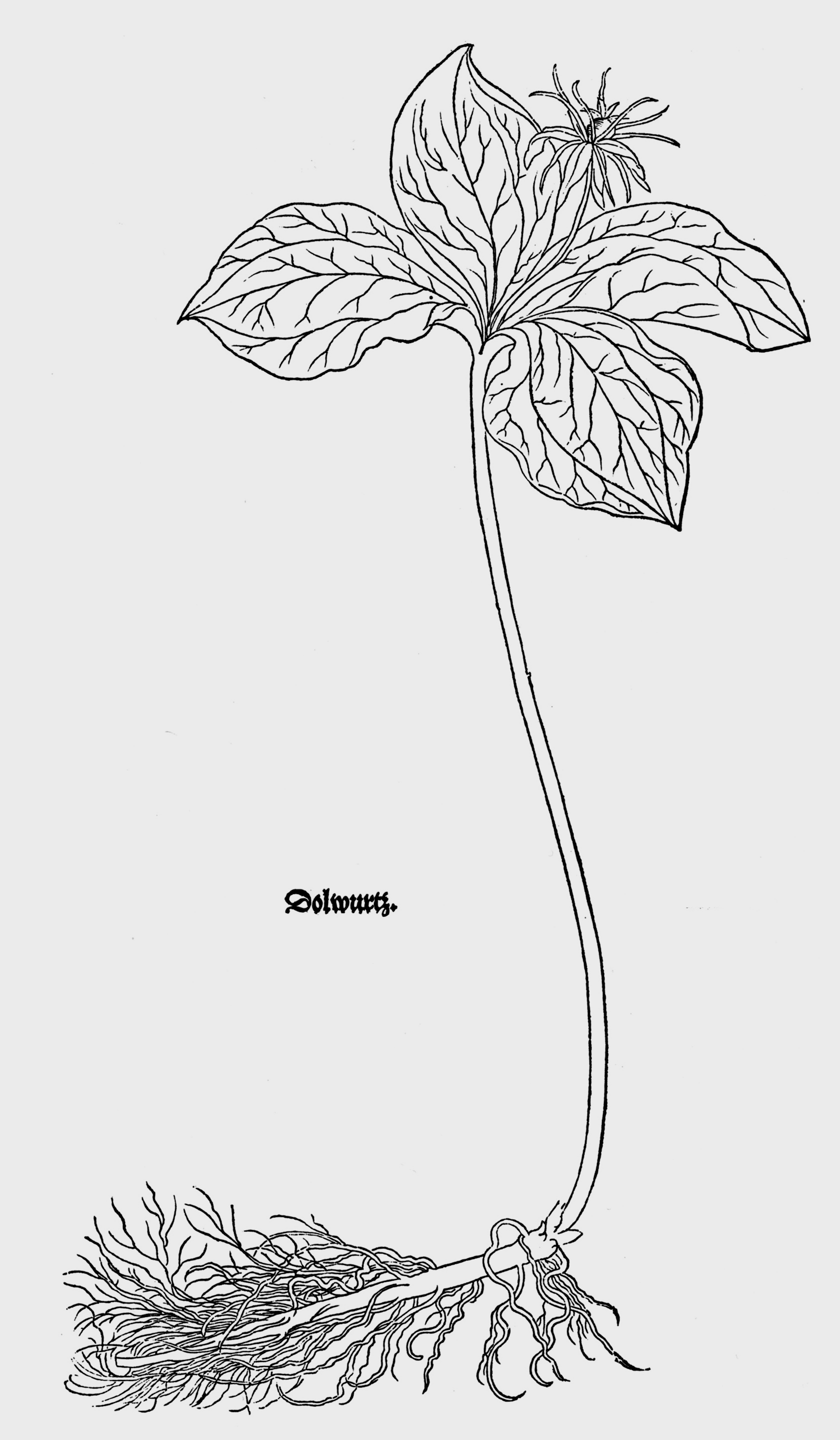
Dolwurtz - Paris quadrifolia. Leonhart Fuchs 1543. Weitere historische Abbildungen:

Eine Pflanzenabbildung, auf der die Einbeere sicher zu erkennen ist, erschien erstmals 1479 im Kräuterbuch des Bayerischen Mönchs Vitus Auslasser. Die Pflanze wird darin als „Crux Christi“, „Umbilicus veneris“ und „Ainper chrawt“ bezeichnet.
Hieronymus Bock und Leonhart Fuchs gaben ab 1539 genaue Beschreibungen des Habitus der Pflanze. Sie bemühten sich, die Pflanze in die Schriften der antiken Autoren (Dioskurides, Plinius und Galen) einzuordnen. So ordneten sie die Pflanze Kapiteln der antiken Autoren zu, in denen Arten beschrieben wurden, die eher als Schwarze Tollkirsche (Atropa belladonna) oder als Eisenhut-Art (Aconitum) gedeutet werden können. Entsprechend warnten sie auch vor der innerlichen Anwendung und empfahlen Kraut, Wurzel und Samen lediglich zur äußeren Anwendung als Augenarznei, als Wundheilmittel und als Mittel zum Töten von Läusen und Nissen. Die Beeren im Fleischköder versteckt sollten Wolfe töten. Bock merkte noch an: „Etlich ſprechen das diſe beer ſchlaffen machen / wann ſie geſſen werden.“
Der Zürcher Arzt und Botaniker Conrad Gessner schrieb im Oktober 1564 an seinen Augsburger Kollegen Adolph Occo, er habe auf Empfehlung eines Straßburger und eines Basler Kollegen als Schutz gegen die in Zürich herrschende Pest-Epidemie 1 Drachme (3–4 Gramm) des «Antidotum Saxonica» in Weinessig eingenommen, worauf er reichlich schwitzte und Trockenheit im Schlund empfand. Dieses Antidot sei über den Augsburger Kollegen Achilles Pirminius Gasser zu beziehen. Noch in der Schöderschen Pharmacopoe aus dem Jahr 1693 wurde das «Antidotum Saxonica» unter dem Namen «Pulvis Saxonicus» aufgeführt. Es war so zu bereiten:
Baldrianwurzel 15 Gramm, Schwalbenwurz und Nesselwurz je 30 Gramm, Engelsüß, Eibisch und Wald-Engelwurz je 60 Gramm, Arznei-Engelwurz 120 Gramm, Rinde der Kellerhalswurzel 15 Gramm. In einem glasierten Topf mit Wein-Essig übergießen, den Topf verschließen und bei gelindem Feuer den Topfinhalt kochen lassen. Nach dem Öffnen des Topfes den Essig abgießen, die Wurzeln trocknen lassen und zerstoßen. 26 Samen aus den Einbeerfrüchten hinzugeben und alles zu Pulver zerstoßen. Zur Abwehr gegen Ansteckung in Pestzeiten bis zu einer Drachme (3–4 Gramm) des Pulvers in Flüssigkeit aufgelöst einzunehmen.
1586 berichtete Joachim Camerarius der Jüngere, er wisse und er habe es selbst erfahren, dass „etlichen Menschen, die durch Unholde und Zauberei ihrer Vernunft beraubt waren,“ durch die Einnahme von getrockneten und gepulverten Einbeerfrüchten geholfen wurde, jeden Tag in der Frühe 1 Quint (3–4 Gramm) in warmem Wein über drei Wochen getrunken. Außerdem werde aus den Beeren ein Öl bereitet, das zur Behandlung von Hämorrhoiden und Geschwüren nützlich sei.
Die Blätter der Einbeerpflanze wurden in der Schröderschen Pharmacopoe 1644 als Auflage zur äußerlichen Behandlung von Pestbeulen, zur Behandlung von anderen heißen Geschwüren und zur Behandlung von schlecht heilenden Wunden empfohlen.
In seiner Abhandlung über Arzneimittel aus dem Pflanzenreich beschrieb der Schwedische Arzt-Botaniker Peter Jonas Bergius 1778 die Wirkung von Drogenzubereitungen aus den Beeren, dem Kraut und der Wurzel der Einbeere als krampflösend („antispasmodica“, „sublaxans“). Ihre Anwendung sei bei Krämpfen („convulsiones“) angezeigt. Georg Friedrich Walz stellte 1860 aus der Einbeere zwei Stoffe dar, die er Paridin und Paristyphnin nannte.